# Jana Xin Henseler Gallego
Jana Xin Henseler Gallego (Xina, 29 de setembre de 2003) és una futbolista professional que juga com a portera del club Deportivo Alavés de Primera Divisió. Nascuda a la Xina, representa Espanya a nivell internacional.

## Biografia
Jana Xin va ser adoptada per un pare alemany i una mare asturiana. La seua germana també és adoptada amb orígens xinesos.
Jana Xin va començar la seua carrera a l'Atlètic de Madrid. El 18 de juliol de 2021 es va traslladar al recentment ascendit Alavés, signant un contracte de dos anys, després d'haver impressionat el club basc amb la seua actuació contra ells mentre jugava amb l'equip B de l'Atlètic a segona divisió.